# Facebook Parejas
Facebook Dating (Citas en Facebook) es un producto de citas digitales en desarrollo de Facebook. Está disponible desde septiembre de 2018, ingresando así en el mercado de la Aplicación de citas en línea, como Tinder, entre otros.

## Características
Facebook Dating está planeado como una característica dentro del app principal de Facebook en lugar de una versión separada de la aplicación. Los usuarios de Facebook crearían un perfil de citas separado. Después de indicar interés en otro perfil, el servicio permitirá que los usuarios se pongan en contacto entre sí. Facebook también planea una función para que las personas que asistan al mismo evento puedan ver sus perfiles entre sí. En un esfuerzo por conocer gente nueva, el servicio garantiza que los usuarios no coincidan con sus amigos y que coincidan con personas que tengan cosas en común y amigos comunes. Los usuarios pueden filtrar los resultados en función de la ubicación, el número de hijos, la religión, la edad o la estatura, y puede coincidir con otros usuarios dentro de un rango de 100km. La aplicación fue diferente de las aplicaciones de citas modernas, ya que "se puede esperar encontrar exactamente cero deslizamiento". Además, los usuarios existentes de Facebook no tienen que crear una nueva cuenta, o descargar una nueva aplicación, para utilizar su servicio de citas.

## Desarrollo
Facebook anunció el producto en su F8 conferencia de desarrolladores en mayo de 2018. El servicio no fue anunciado completamente en la conferencia, y se les dijo a los asistentes que pronto vendría más información. La característica estaba en interno beta testing dentro de varios meses de la conferencia. Facebook Dating se lanzó por primera vez en Colombia el 20 de septiembre de 2018. Los usuarios contribuyeron a establecer cómo se vería el sitio para citas para los futuros usuarios, ya que todavía estaba en las etapas de prueba. Facebook declaró que si la prueba iba bien, se convertiría en una parte más prominente de la aplicación existente de Facebook. La segunda expansión ha sido lanzada en Canadá y Tailandia en octubre de 2018.